# Bänkelsang

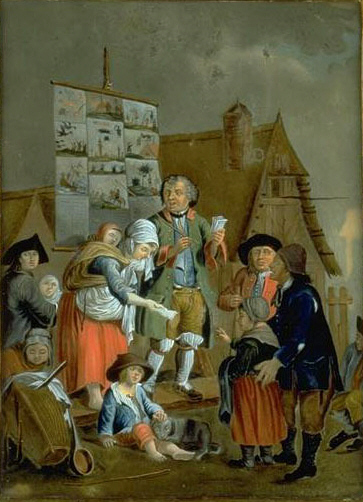
Bänkelsänger vor ländlichem Publikum (Hinterglasbild)

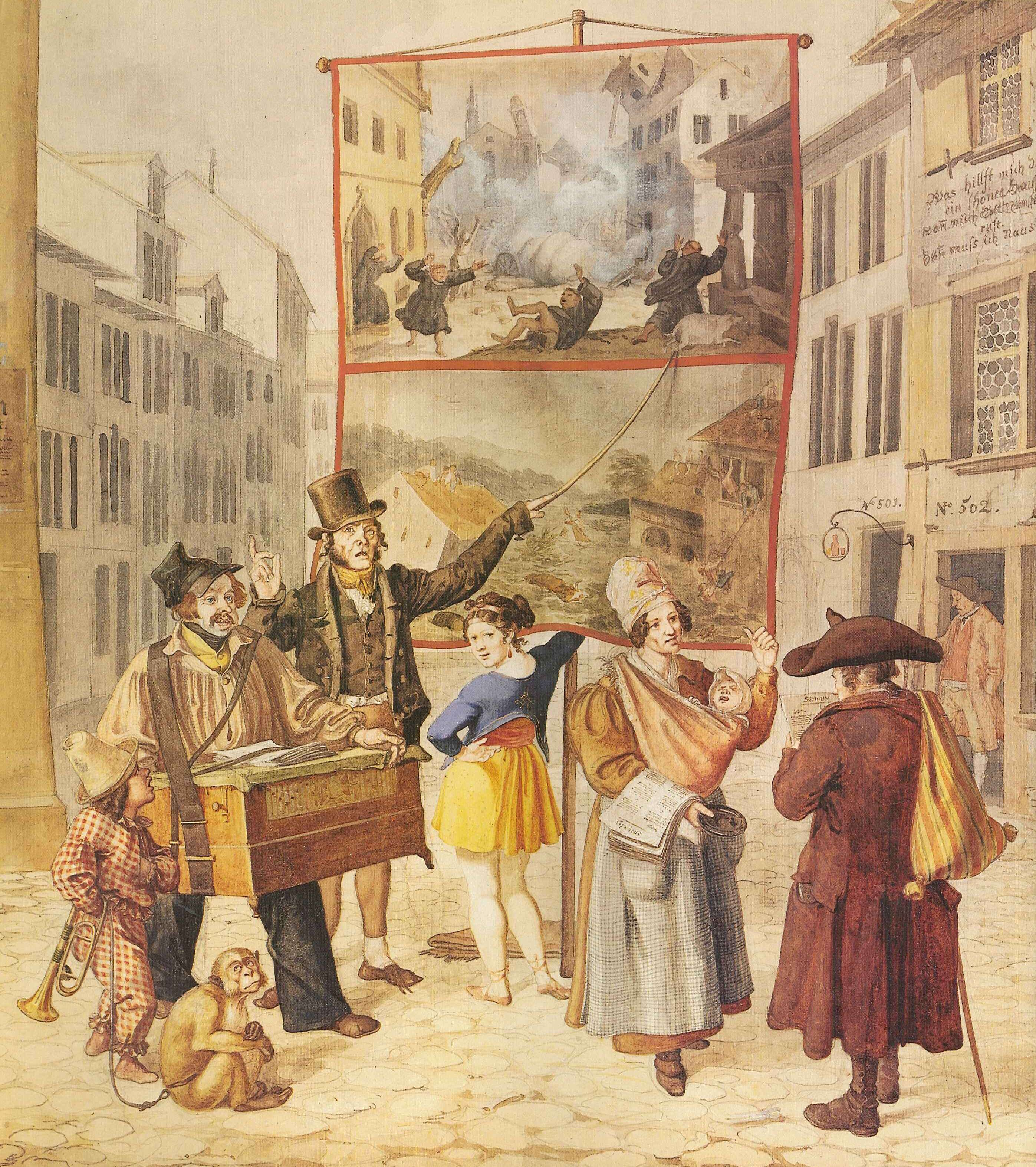
Bänkelsänger in Basel. Die besungenen Bilder zeigen das Basler Erdbeben 1356 und die Überschwemmungen in Hölstein 1830.

Bänkellieder (auch Bänkelsang oder Bänkelgesang) waren erzählende Lieder mit häufig dramatischen Inhalten. Der Bänkelgesang war vom Mittelalter bis ins 19. Jahrhundert eine gesamteuropäische Erscheinung. Bänkelsänger waren damals wichtige Nachrichtenkolporteure, in Italien wurden sie cantastorie genannt. Um vom Publikum, z. B. auf dem Marktplatz, besser gesehen zu werden, stellten sie sich auf eine Holzbank, wenn sie Moritaten, Balladen und Lieder vortrugen. Zur Illustration des Geschehens dienten Tafeln, auf denen die geschilderten Szenen aufgemalt waren. Um die Spannung zu erhöhen, waren diese Bilder aber nicht chronologisch gereiht, sondern der Sänger wies mit einem Stock auf das Zutreffende.

## Geschichte
Seit dem 18. Jahrhundert wurden die Liedtexte häufig gedruckt. Um 1830 produzierte der Wiener Kupferstecher Franz Barth gefaltete Liedflugblätter mit einem Titelbild und mit Noten. Dem Bänkelgesang nahe stehen auch die 1839 veröffentlichten Grablieder des oberschwäbischen Pfarrers Michael von Jung. Ein halbes Jahrhundert später lösten billigere Druckverfahren den teuren Kupferstich ab. Dadurch waren höhere Auflagen und weitere Verbreitung möglich. Die Blütezeit des Bänkelsangs fiel in das 19. Jahrhundert bis vor dem Ersten Weltkrieg.
Die in der Tradition des Bänkelsangs stehenden Schnitzelbänke sind noch heute tragendes Element der Basler Fasnacht und werden auch andernorts in der schwäbisch-alemannischen Fastnacht gepflegt. Die „Schnitzel“ sind die Texte, die verteilt werden, die Vortragenden zeigen meistens auch mit einem Stock auf Bilder und haben eine eingängige Gesangs-Melodie, die sie mit Gitarre, Akkordeon oder anderen Instrumenten begleiten.
Auch in der Gegenwart gibt es noch einige Künstler, die die Tradition der Bänkelsänger pflegen. Bekannte Bänkelsänger sind und waren der seit 40 Jahren aktive und 2019 verstorbene Schweizer Peter Hunziker sowie die Deutschen Michael Günther, Peter Runkowski und Paul Kamman. In Wien hat Eberhard Kummer gemeinsam mit Kammerschauspielerin Elisabeth Orth eine Aufnahme von Bänkelliedern nach historischen Prinzipien eingespielt.
Andere Künstler verarbeiten moderne Texte unter anderem von Fritz Grasshoff, Erich Kästner, Eugen Roth und Fridolin Tschudi und vertonen eigene Texte im Stil eines Bänkelliedes. Mit ihren Programmen treten sie in Kleintheatern auf. Manche Dichter bezeichneten sich selbst als Nachfahren der Bänkelsänger und nannten ihre Texte Moritat, etwa Grasshoff im bekannten Text „Die Moritat vom eiskalten Gasanstaltsdirektor“.

## Vortragsweise

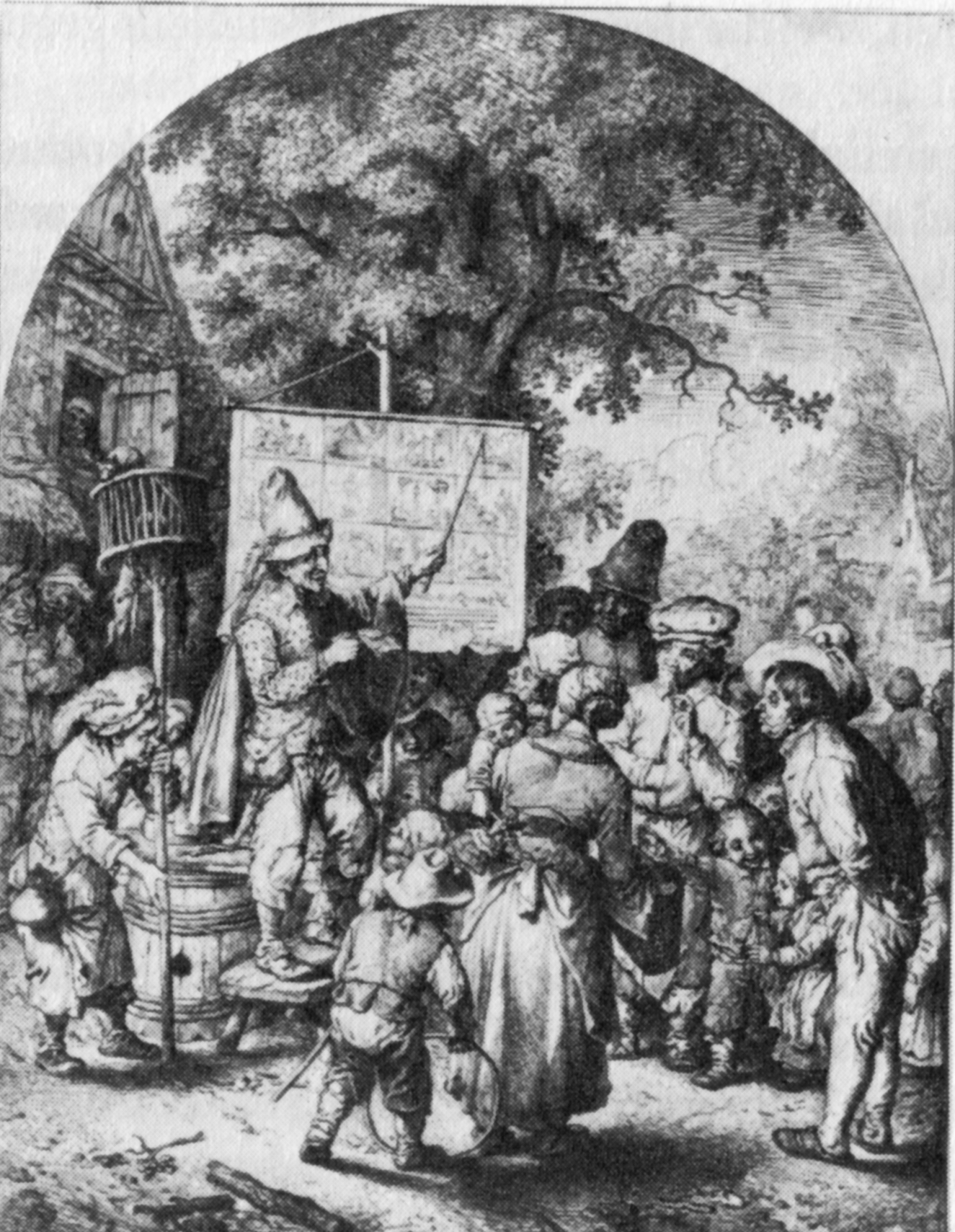
„Die Bänkelsänger“ vor Publikum. Radierung von Christian Wilhelm Ernst Dietrich um 1740

Vom 17. bis ins 19. Jahrhundert zogen Bänkelsänger von Ort zu Ort, um auf Jahrmärkten, Kirchweihfesten, Marktplätzen, in Häfen, den Straßen der Städte oder auf der Dorfwiese von schauerlichen Geschichten, von Mord, Liebe, Katastrophen und aufregenden politischen Ereignissen zu berichten. Bänkelsänger wurden deshalb auch zum fahrenden Volk gerechnet, und es waren nicht selten Kriegsversehrte oder „Krüppel“, die damit ihr Auskommen zu fristen suchten.
Während seines Vortrages stellte sich der Bänkelsänger auf eine kleine Bank, das Bänkel. Dabei zeigte er meist mit einem langen Stab auf eine Bildtafel mit einigen Zeichnungen, die seine Moritat illustrierten. Häufig untermalte er seine Darbietung musikalisch mit einer Drehleier, Violine, Laute, oder später dann auch der Drehorgel.

### Moritaten

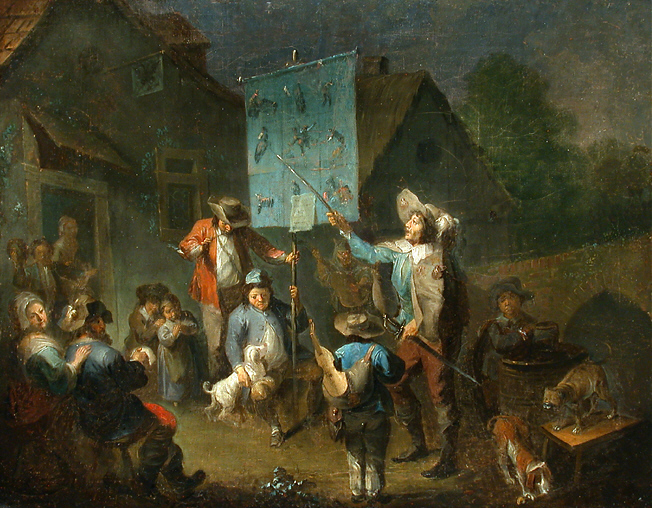
Moritatenerzähler, holländisch, 17./18. Jahrhundert

Moritaten sind schaurige Balladen, Erzähllieder des Bänkelsängers. Umstritten ist die Herkunft des Namens. Es gibt mehrere Möglichkeiten: Entweder vom Lateinischen, erbauliche Geschichte oder aus dem Rotwelsch moores bzw. jiddisch mora: Lärm, Schreck; vielleicht aber auch Verballhornung von Mordtat. Einleuchtend ist aber auch die Erklärung, dass der Ausdruck von Moralité, der Moral herrührt, weil ursprünglich die Moritaten alle eine Moralstrophe hatten; oft sogar wurde später auf Druck der Obrigkeit noch eine beigefügt. Vielerorts mussten die Texte deshalb zuerst der Obrigkeit gezeigt werden.

## Adaptionen

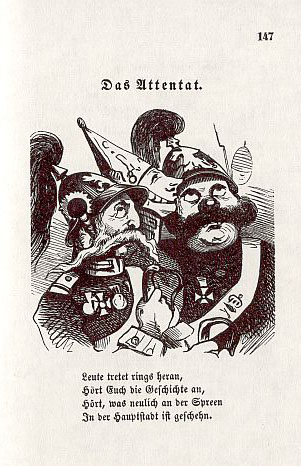
„Das Attentat“, ein satirisches Bänkellied auf das versuchte Attentat Tschechs 1844

Im 19. und 20. Jahrhundert gab es eine Wechselbeziehung zwischen dem Bereich der Dichtung und dem Bänkelsang. Kabarettisten und Dichter griffen auf Stilelemente von Moritaten zurück und Bänkelsänger wurden Lyrikern ähnlich. Die Stilelemente waren vor allem die prägnante Schwarz-Weiß-Malerei und die einfachen Verse. Ein Beispiel ist Die Moritat von Mackie Messer aus der Dreigroschenoper von Bertolt Brecht. Bei der Uraufführung in Berlin wurden alle Stilelemente der Moritat, des Bänkelgesangs verwendet: Der Sänger drehte die Drehorgel, deren Walze extra dazu hergestellt worden war, zeigte wie ein Bänkelsänger mit einem Stock auf das entsprechende Schild, die Melodie war einprägsam, die Worte erzählten eindrücklich und bildhaft. Auch viele der frühen Werke des Liedermachers Franz-Josef Degenhardt führten die Tradition des Bänkelsangs auf kunstvolle Weise fort, ein Beispiel dafür ist das Lied Wölfe mitten im Mai ….

## Bilderzählungen in anderen Kulturen
Im 18. und 19. Jahrhundert zogen im Iran Geschichtenerzähler (persisch pardadari, „Vorhanghalter“) mit großen Öl-auf-Leinwand-Bildern umher und besangen das tragische Thema der Schlacht von Kerbela. Bis heute werden im nordwestindischen Bundesstaat Rajasthan lange Stoffbilder (phad), die das gesamte Thema enthalten, an der Wand befestigt und von einem Erzähler vorgeführt, der zur Volksgruppe der Bhopa gehört. Er begleitet seinen Gesang auf der Streichlaute Ravanahattha. Eine Folge einzelner Bilder stellt die Paithan-Malerei des 19. Jahrhunderts aus der gleichnamigen Stadt in Maharashtra im Nordwesten Indiens dar. Eine Schattenspielergruppe pflegt eine ähnliche Tradition in einer ländlichen Gegend dort bis heute. In Westbengalen zeigen die Patua lange Bildrollen und erzählen Geschichten dazu. Beim indonesischen Wayang beber präsentiert ein Erzähler Bildrollen, die mehrere einzelne Szenen enthalten, begleitet von einem Musikensemble. Im mittelalterlichen Japan gab es die Bildrollen Emakimono. Ebenfalls japanisch ist das Papiertheater Kamishibai, bei dem ein Erzähler auf der Straße nacheinander Papierbilder in einen Guckkasten schiebt.

## Hörbeispiele
- Elisabeth Orth: Sentimentale Volkslieder vom Tod, von Räubern und Mördern. Gem. mit Eberhard Kummer. CD. Preiser-Records, Wien 1993.
- Schaurige Moritaten, 60 ergreifende deutsche Lieder. 60 Titel mit unterschiedlichen Vorträgern. 3 CDs. Verlag Weltbild, 2008.